# تشال شاهين خدابخش (تشين)
تشال شاهین خدابخش (بالفارسية: چال شاهین خدابخش) هي قرية تقع في إيران في قسم تشین الريفي. يقدر عدد سكانها بـ 141 نسمة بحسب إحصاء 2016.